# Impatiens leschenaultii
Impatiens leschenaultii är en balsaminväxtart som först beskrevs av Dc., och fick sitt nu gällande namn av Nathaniel Wallich, Robert Wight och Arn. Impatiens leschenaultii ingår i släktet balsaminer, och familjen balsaminväxter. Inga underarter finns listade i Catalogue of Life.

## Bildgalleri

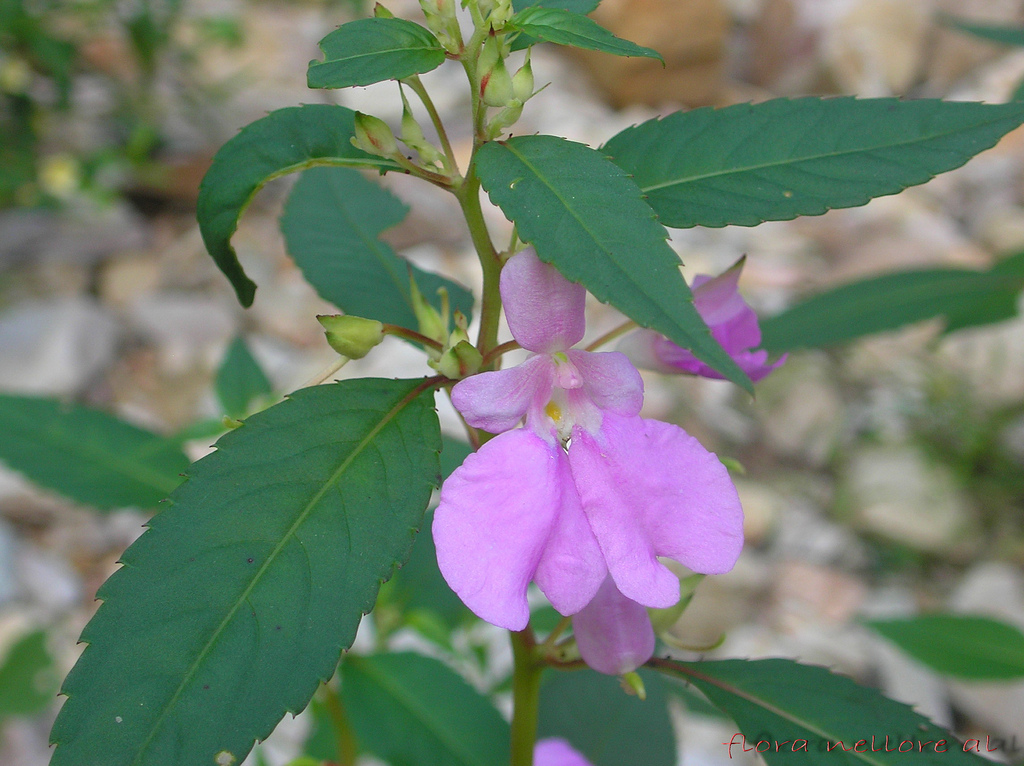